# Drinomyia hokkaidensis
Drinomyia hokkaidensis är en tvåvingeart som först beskrevs av Baranov 1935.  Drinomyia hokkaidensis ingår i släktet Drinomyia och familjen parasitflugor. Inga underarter finns listade i Catalogue of Life.